# NGC 4722
NGC 4722 (również IC 3833 lub PGC 43560) – galaktyka spiralna (S0-a), znajdująca się w gwiazdozbiorze Kruka. Odkrył ją Wilhelm Tempel w 1882 roku.